# Stagnicola palustris
Stagnicola palustris е вид коремоного от семейство Lymnaeidae.

## Разпространение
Видът е разпространен в Австрия, Албания, Алжир, Белгия, България, Великобритания, Германия, Гърция, Дания, Естония, Ирландия, Испания (Балеарски острови), Италия (Сардиния и Сицилия), Латвия, Литва, Люксембург, Мароко, Нидерландия, Норвегия, Полша, Португалия, Северна Македония, Румъния, Русия (Калининград), Саудитска Арабия, Словакия, Словения, Сърбия, Украйна, Унгария, Фарьорски острови, Финландия, Франция, Хърватия, Черна гора, Чехия, Швейцария и Швеция.